# Copa Intercontinental 1983
La Copa Intercontinental 1983 fue la vigésimo segunda edición del torneo que enfrentaba al campeón de la Copa Libertadores de América con el campeón de la Copa de Campeones de Europa. Se llevó a cabo, por cuarta vez consecutiva, en un único encuentro jugado el 11 de diciembre de 1983 en el Estadio Nacional de la ciudad de Tokio, en Japón.
Los participantes de esta edición fueron Grêmio de Brasil, ganador de la Copa Libertadores 1983, y Hamburgo de Alemania, campeón de la Copa de Campeones de Europa 1982-83. Los 90 minutos reglamentarios finalizaron en una igualdad de 1 a 1, lo que obligó la disputa de la prórroga, en la que el cuadro brasileño terminó llevándose la victoria con un tanto de Renato Gaúcho, que ya había convertido durante el transcurso del tiempo regular. El título le significó a Grêmio su primera consagración como campeón del mundo.

## Equipos participantes
| Conmebol (Sudamérica) |  | Grêmio   |  | Campeón de la Copa Libertadores de América (1983)   |
| UEFA (Europa)         |  | Hamburgo |  | Campeón de la Copa de Campeones de Europa (1982-83) |

## Sede
| Japón               |          |
| Ciudad              | Estadio  |
| Tokio               | Nacional |
|                     |          |
| 57 363 espectadores |          |

## Ficha del partido
| 1          | POR        | Mazarópi              |  |
| 2          | DEF        | Paulo Roberto         |  |
| 3          | DEF        | Jorge Baidek          |  |
| 6          | DEF        | Hugo de León          |  |
| 4          | DEF        | Paulo César Magalhães |  |
| 5          | MED        | China                 |  |
| 8          | MED        | Osvaldo               |  |
| 11         | MED        | Mário Sérgio          |  |
| 7          | DEL        | Renato Gaúcho         |  |
| 9          | DEL        | Tarciso               |  |
| 10         | DEL        | Caju                  |  |
| Entrenador | Entrenador | Valdir Espinosa       |  |

| 1          | POR        | Uli Stein         |  |
| 3          | DEF        | Bernd Wehmeyer    |  |
| 4          | DEF        | Ditmar Jakobs     |  |
| 5          | DEF        | Holger Hieronymus |  |
| 2          | MED        | Michael Schröder  |  |
| 8          | MED        | Jürgen Groh       |  |
| 11         | MED        | Wolfgang Rolff    |  |
| 6          | MED        | William Hartwig   |  |
| 10         | MED        | Felix Magath      |  |
| 7          | DEL        | Wolfram Wuttke    |  |
| 9          | DEL        | Allan Hansen      |  |
| Entrenador | Entrenador | Ernst Happel      |  |

| Anotado | 37' | Renato Gaúcho | 1:0 |
| Anotado | 93' | Renato Gaúcho | 2:1 |

| Anotado | 85' | Michael Schröder | 1:1 |

| Árbitro | Michel Vautrot |

| 1          | POR        | Mazarópi              |  |
| 2          | DEF        | Paulo Roberto         |  |
| 3          | DEF        | Jorge Baidek          |  |
| 6          | DEF        | Hugo de León          |  |
| 4          | DEF        | Paulo César Magalhães |  |
| 5          | MED        | China                 |  |
| 8          | MED        | Osvaldo               |  |
| 11         | MED        | Mário Sérgio          |  |
| 7          | DEL        | Renato Gaúcho         |  |
| 9          | DEL        | Tarciso               |  |
| 10         | DEL        | Caju                  |  |
| Entrenador | Entrenador | Valdir Espinosa       |  |

| 1          | POR        | Uli Stein         |  |
| 3          | DEF        | Bernd Wehmeyer    |  |
| 4          | DEF        | Ditmar Jakobs     |  |
| 5          | DEF        | Holger Hieronymus |  |
| 2          | MED        | Michael Schröder  |  |
| 8          | MED        | Jürgen Groh       |  |
| 11         | MED        | Wolfgang Rolff    |  |
| 6          | MED        | William Hartwig   |  |
| 10         | MED        | Felix Magath      |  |
| 7          | DEL        | Wolfram Wuttke    |  |
| 9          | DEL        | Allan Hansen      |  |
| Entrenador | Entrenador | Ernst Happel      |  |

| Anotado | 37' | Renato Gaúcho | 1:0 |
| Anotado | 93' | Renato Gaúcho | 2:1 |

| Anotado | 85' | Michael Schröder | 1:1 |

| Árbitro | Michel Vautrot |

|                   |
| Bandera de Brasil |
| Campeón Grêmio    |
| 1.er título       |